# Hoàng tử Yeonsan
Prince Yeonsan (연산군 - Yeonsan gun) là bộ phim Hàn Quốc năm 1961 đạo diễn bởi Shin Sang-ok. Trong số nhiều giải thưởng bao gồm diễn viên xuất sắc nhất và nữ diễn viên xuất sắc nhất, nó được chọn là bộ phim xuất sắc nhất trong lễ trao giải Grand Bell Awards.

## Tóm tắt
Bộ phim truyền hình lịch sử nói về Yeonsangun của Joseon một hoàng tử cố gắng khôi phục vị trí của mẹ, người đã bị phế truất - Tề Hiến Vương hậu.

## Diễn viên
- Shin Yeong-gyun: hoàng tử Yeonsan[4]
- Shin Sung-il
- Kim Dong-won: Seong Jong
- Ju Jeung-nyeo: Yun Pyebi, hoàng hậu phế truất
- Han Eun-jin: mẹ của Yun
- Heo Jang-kang
- Kim Jin Kyu
- Do Kum-bong: Jang Nok-su
- Jeon Ok
- Choi Nam-hyeon
- Kim Hie-gab
- Lee Ye-chun
- Nam Kung-won
- Hwang Jeong-su
- Lee Min-ja

## Đánh giá
- 22 tháng 11 năm 1961. "[영화제작계 근황]", Kyunghyang Sinmun[4]
- 3 tháng 12 năm 1961. "촬영소식/「연산군」전편" 신정에 개봉/상영 5시간의 장척물 신문 Hankook Ilbo
- 3 tháng 12 năm 1961. "[연예] 원커트/ 발랄한 용자 / 엄앵란양", Hankook Ilbo
- 6 tháng 12 năm 1961. "[스폿트라이트] 한숨에 내달린 출세가도", The Dong-a Ilbo
- 30 tháng 12 năm 1961. "국산대작이 볼만 / -신협-제작영화도 이색 / 정초 시내 개봉관 -프로-", Kyunghyang Sinmun